# Mate de coca

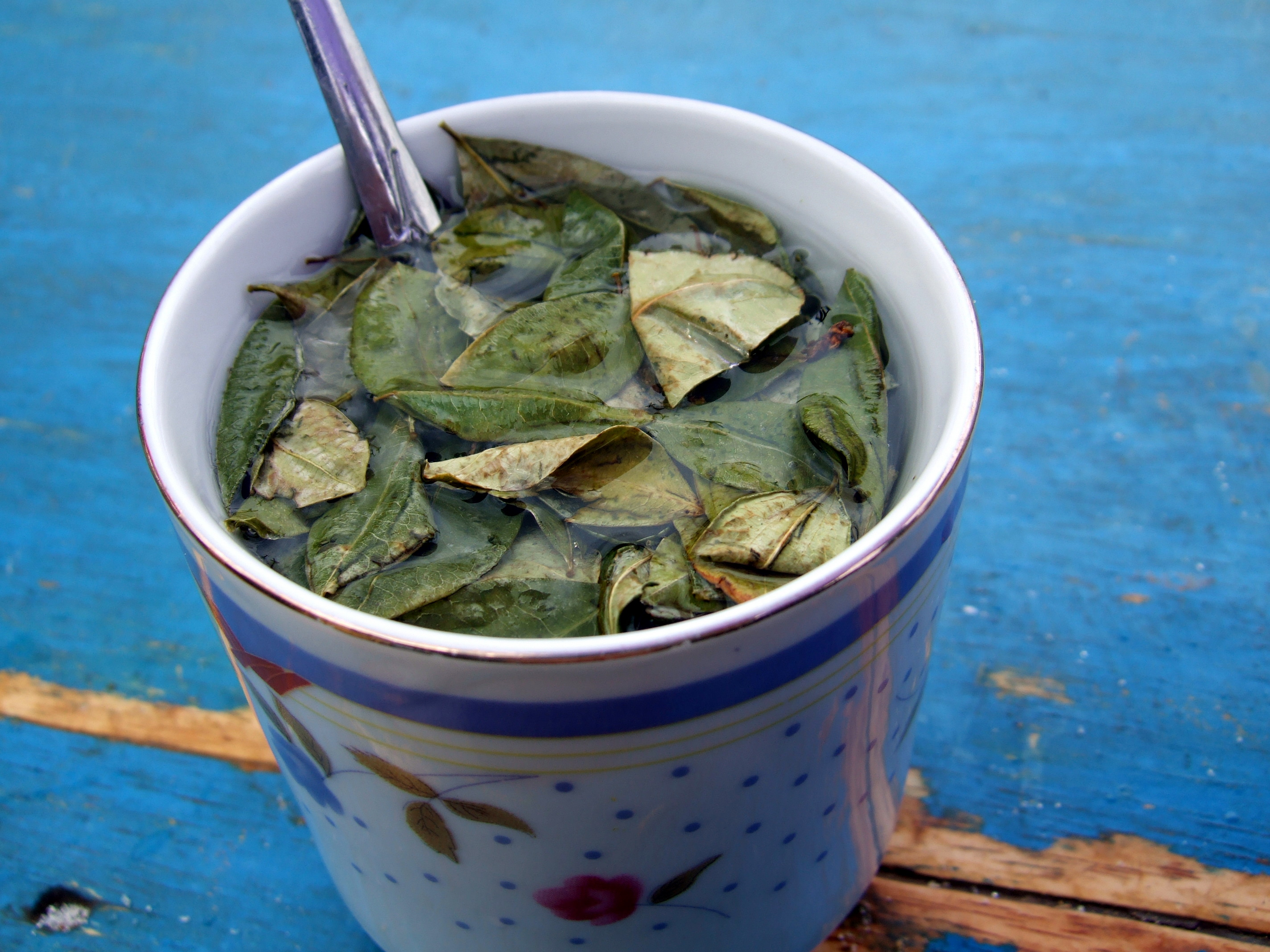
Una tazza di mate di coca

Il mate de coca è una bevanda sudamericana tipica dei paesi andini. Si tratta di un'infusione fatta con le foglie di coca. È consumata prevalentemente in Argentina, Bolivia, Ecuador, Colombia e Perù. 
Talvolta viene aromatizzato con altre essenze quali ad esempio camomilla, anice, eucalipto e altre ancora. 

## Contenuto di alcaloidi e proprietà stimolanti
Le foglie di coca contengono gli alcaloidi che, se estratti chimicamente, sono alla base della produzione di cocaina. La quantità di alcaloidi contenuti nella singola foglia è molto bassa. Una tazza di mate de coca contiene approssimativamente 4,2 mg di alcaloidi della coca, mentre, per fare una comparazione, una linea di cocaina ne contiene tra i 20 e 30 milligrammi. La presenza di questi alcaloidi, nel mate de coca è un lieve stimolante; e il suo consumo può essere paragonato a quello di tè e caffè. Nonostante il basso contenuto di alcaloide il consumo di una tazza di mate de coca può causare un esito positivo ad un test per la cocaina.
Così come il caffè può venire decaffeinato, anche il mate de coca può essere decocainato.

## Uso tradizionale e medicinale
Molti indigeni andini usano il mate de coca per scopi medicinali. Il mate de coca è spesso consigliato ai viaggiatori delle Ande per prevenire e combattere il malessere causato dall'elevata altitudine, anche se la sua reale efficacia non è mai stata studiata sistematicamente. Il mate de coca, inoltre, viene utilizzata per il recupero di tossicodipendenti.

## Status legale

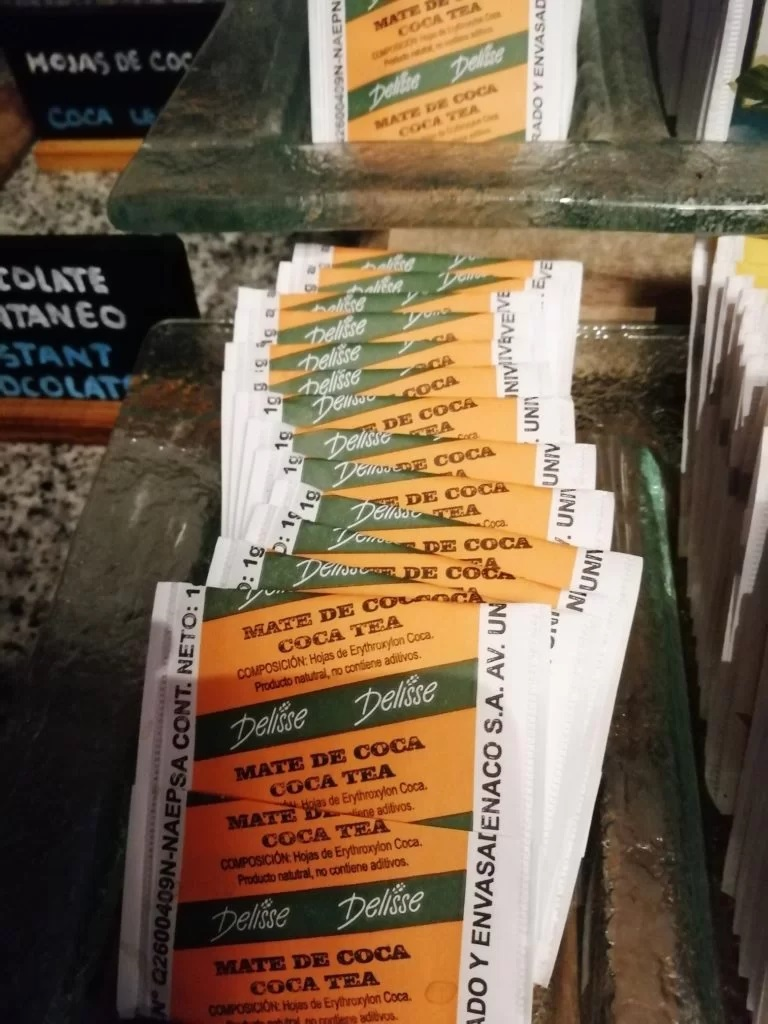
Bustine di mate de coca commerciale in Perù

La foglia di coca, e di conseguenza il mate, sono listati nella Convenzione unica sugli stupefacenti del 1961 e pertanto illegali nella maggior parte del mondo. Nel 2012, l'allora presidente della Bolivia, Evo Morales, da sempre fervente sostenitore dell'uso della foglia di coca, chiese all'ONU di depenalizzare l'uso della foglia di coca a livello globale, senza successo. 
Il consumo di mate de coca è legale in Colombia, Perù, Bolivia ed Ecuador.
Il mancato referendum italiano del 2022 sulla legalizzazione delle droghe leggere, bocciato dalla Consulta, avrebbe legalizzato il consumo di foglie di coca in caso di vittoria dei sì.